# 大红门
39°49′48″N 116°22′44″E / 39.830101°N 116.378924°E
大红门，位于北京市丰台区木樨园以南，是南苑的正门。现为地名，有同名辖区及铁路车站。

## 历史
大红门原指明朝、清朝皇家苑囿南苑（南海子）的正门，建于明朝永乐十二年（1414年）。元朝灭亡后，下马飞放泊荒废。明朝永乐十二年（1414年），永乐帝下令扩充元朝的下马飞放泊，建成南海子，周围筑土墙，辟出四门：北红门、南红门、东红门、西红门。其中北红门为正门，即如今所称的大红门。清朝入关后，将南海子当作皇家苑囿重修，改称南苑。康熙三年（1738年）重建了北红门。
清朝康熙二十四年（1685年），康熙帝准许新辟的五座海子门完工，将明朝的海子墙增高并加固，按照帝王“九五”之尊，新辟出5个门，加上原有的4个海子门共9个门。《钦定日下旧闻考》卷七十四《国朝苑囿南苑一》记载：“南苑缭垣为门凡九。正南曰南红门，东南曰迴城门，西南曰黄村门，正北曰大红门，稍东曰小红门，正东曰东红门，东北曰双桥门，正西曰西红门，西北曰镇国寺门。（《南苑册》）臣等谨按：南海子旧辟四门，本朝增之九门。”这些门的名称一直沿用至今，分别成为各自所在地的地名。清朝乾隆年间，将原先的土海子墙改建为砖墙，并且增辟13座角门。
《钦定日下旧闻考》卷七十四《国朝苑囿南苑一》还有关于大红门的记载：

大红门内更衣殿，南向，门二层，大殿三间。（《南苑册》）臣等谨按：大红门，南苑正北门也，亦称北红门。旧有南苑官署房三层，共十有八间。更衣殿，乾隆三年建，殿内恭悬御书额曰：“郊原在望”，联曰：“旧题在壁几行绿，晓日横窗一抹殷。”其南为地藏庵，东为小龙王庙。
圣祖御制海子北红门秋雨后行围戏作：昼漏稀闻紫陌长，霏霏细雨过南庄。云飞御苑秋花湿，风到红门野草香。玉辇遥临平甸阔，羽旗近傍远林扬。初晴少顷布围猎，好趁清凉跃骕骦。
乾隆十五年御制北红门外即景诗：北红门外晓回銮，雨后春郊料峭寒。五鳯楼高直北望，居庸遥列玉为峦。青牟扑陇蔚蓬葱，微雪侵晨一律融。却忆龙沙宣郡外，几多毳帐怨春风。（蒙古以游牧为生，春雪风作，牛羊多冻毙，故畏之甚于冬日。南北风土不齐有如此者）夜闻风盛愁无寐，晓见雪消喜动容。岂是喜愁太无定，都来念里为三农。别奉慈舆旋保阳，（命諴亲王率法从，自保定侍皇太后进宫，以减从纡道，欲视永定河工）纡途永定阅堤防。将旬萱戺疏温凊，此日询安谒寿康。
乾隆二十八年御制入北红门小猎即事四首：出城十里到红门，近也虞丞典制存。却历五年方一至，迅哉何以驻高奔。朝家武备万方钦，畧示西戎寓意深。何必三驱诩他藉，此来本不为从禽。苑中小猎心犹喜，习气了知未易降。臂痛虽然难射鹄，马驰中（去声）兔尚连双。广甸土苏多作泞，挥鞭视马力徐驰。为思积潦疏消处，春种可能不误时。
臣等谨按：御制北红门诗，谨绎有关纪述事实者，恭载卷内，余不备录。

1949年时，南苑诸门仅剩下大红门。1955年8月23日至8月29日，大红门被拆除，是南苑诸门中最后一座被毁的门。
1980年代起，大红门地区逐渐成为以浙江人为主的外来人口聚集区，一度有“浙江村”的说法，形成以服装加工和销售为主的经济发展模式。

## 建筑
大红门的旧址位于丰台区大红门路的公交车站大红门北站附近，凉水河以南255米处。大红门为南北向，三个方形门洞，中间门洞大，两侧门洞小。如今的大红门路通过大红门。
大红门外（即大红门以北）的大红门路上，横跨凉水河原有永胜桥，是一座石桥，后称大红门桥（和南苑路上的立交桥大红门桥不是一座桥）。永胜桥有立于清朝康熙年间的《永胜桥记碑》，该碑现存万泉寺公园碑林。该碑通高197厘米、宽70.50厘米、厚13.50厘米。方首方座。碑阳的碑额正书“永胜桥记”四字，碑文作于康熙二十五年（1686年），碑文7行，满行10字，正书，碑文已经漫漶。碑阴的碑额正书“万古流芳”四字，碑文作于康熙岁次己丑（康熙四十八年，1709年）己巳月，首行以“建造”二字开头，落款为“康熙岁次己丑己巳月穀旦”，碑文24行，满行25字，正书，碑文已经漫漶。
大红门内有东门房、西门房。东门房为清朝南苑的重要门房，除有驻军外，还有两名门军，负责联络南苑九门的门军。大红门西门房已无存。大红门东门房位于大红门东后街（又称庑殿路）152号，建于清朝，现存三间，坐北朝南，已被改造。中华人民共和国成立后，大红门东门房先后被大红门派出所、丰台区人力三轮车客货运输管理站六分站使用，后又改建为丰顺祥宾馆。1984年被丰台区人民政府公布为丰台区重点文物保护单位。
大红门内有南苑奉宸苑、更衣殿、地藏庵、龙神庙等建筑。
- 南苑奉宸苑：是管理行宫、寺庙等的机关。南苑奉宸苑官署旧址位于如今的大红门东后街156号院内。南苑奉宸苑官署旧址，中华民国时期是大兴县南苑区警察分所的驻地，1935年3月大兴县署从北平城内迁到此处，1937年9月又从此处迁往南苑镇营市街。中华人民共和国成立后，此处是北京市农场管理局驻地，后来改成民居。
- 更衣殿：为皇帝到南苑后更衣之所，和奉宸苑相邻。
- 地藏庵
- 小龙王庙（龙神庙）